# Laurence Olivier Award for Best Actor in a Musical
Der Laurence Olivier Award for Best Actor in a Musical (deutsch: Laurence Olivier Auszeichnung für den besten Hauptdarsteller in einem Musical) ist ein britischer Theater- und Musicalpreis, der erstmals 1979 vergeben wurde.

## Geschichte und Hintergrund
Die Laurence Olivier Awards werden seit 1976 jährlich in zahlreichen Kategorien von der Society of London Theatre vergeben. Sie gelten als höchste Auszeichnung im britischen Theater und sind vergleichbar mit den Tony Awards am amerikanischen Broadway. Ausgezeichnet werden herausragende Darsteller und Produktionen einer Theatersaison, die im Londoner West End zu sehen waren. Die Nominierten und Gewinner der Laurence Olivier Awards „werden jedes Jahr von einer Gruppe angesehener Theaterfachleute, Theaterkoryphäen und Mitgliedern des Publikums ausgewählt, die wegen ihrer Leidenschaft für das Londoner Theater“ bekannt sind. Eine der Preiskategorien ist der Laurence Olivier Award for Best Actor in a Musical. Er wird seit 1979 vergeben. In den Jahren 1977 und 1978 gab es die Auszeichnung Laurence Olivier Award for Best Performance in a Musical. 1977 gewann Anna Sharkey den Preis für ihre Rolle in Maggie, 1978 Elaine Paige für ihre Rolle in Evita.

## Gewinner und Nominierte
Die Übersicht der Gewinner und Nominierten listet pro Jahr die nominierten Schauspieler sowie ihre Rollen in den Musicals. Der Gewinner eines Jahres ist grau unterlegt und fett angezeigt.

### 1979
| Jahr             | Schauspieler         | Musical             | Rolle |
| ---------------- | -------------------- | ------------------- | ----- |
| 1979             |                      |                     |       |
| Anton Rodgers    | Songbook             | verschiedene Rollen |       |
| Tony Britton     | My Fair Lady         | Henry Higgins       |       |
| Michael Crawford | Charlie and Algernon | Charlie             |       |
| Ben Cross        | Chicago              | Billy Flynn         |       |

### 1980–1989
| Jahr               | Schauspieler                                   | Musical                                   | Rolle |
| ------------------ | ---------------------------------------------- | ----------------------------------------- | ----- |
| 1980               |                                                |                                           |       |
| Denis Quilley      | Sweeney Todd: The Demon Barber of Fleet Street | Sweeney Todd                              |       |
| Tom Conti          | They’re Playing Our Song                       | Vernon                                    |       |
| John Diedrich      | Oklahoma!                                      | Curly                                     |       |
| Denis Lawson       | Pal Joey                                       | Joey                                      |       |
| 1981               |                                                |                                           |       |
| Michael Crawford   | Barnum                                         | P.T. Barnum                               |       |
| Brian Blessed      | Cats                                           | Old Deuteronomy                           |       |
| Henderson Forsythe | The Best Little Whorehouse in Texas            | Sheriff Ed Earl Dodd                      |       |
| Wayne Sleep        | Cats                                           | Mister Mistoffolees                       |       |
| 1982               |                                                |                                           |       |
| Roy Hudd           | Underneath the Arches                          | Bud Flanagan                              |       |
| Tim Curry          | The Pirates of Penzance                        | Piratenkönig                              |       |
| Bob Hoskins        | Guys and Dolls                                 | Nathan Detroit                            |       |
| Stephen Moore      | Poppy                                          | Jack Idle                                 |       |
| 1983               |                                                |                                           |       |
| Denis Lawson       | Mr. Cinders                                    | Jim Lancaster                             |       |
| George Costigan    | Blood Brothers                                 | Mickey                                    |       |
| Teddy Kempner      | Snoopy                                         | Snoopy                                    |       |
| Peter Woodward     | Bashville                                      | Cashel Byron                              |       |
| 1984               |                                                |                                           |       |
| Paul Clarkson      | The Hired Man                                  | John Tallentire                           |       |
| Tim Flavin         | On Your Toes                                   | Junior                                    |       |
| David Kernan       | The Ratepayers’ Iolanthe                       | The Lord Chancellor                       |       |
| Lon Satton         | Starlight Express                              | Poppa                                     |       |
| 1985               |                                                |                                           |       |
| Robert Lindsay     | Me and My Girl                                 | Bill Snibson                              |       |
| Alun Armstrong     | Les Misérables                                 | M. Thénardier                             |       |
| Mark McGann        | Lennon                                         | John Lennon                               |       |
| Colm Wilkinson     | Les Misérables                                 | Jean Valjean                              |       |
| 1986               |                                                |                                           |       |
| Michael Crawford   | The Phantom of the Opera                       | Das Phantom                               |       |
| Paul Bentley       | H.M.S. Pinafore                                | Captain Corcoran                          |       |
| George Hearn       | La Cage aux Folles                             | Albin                                     |       |
| Tommy Körberg      | Chess                                          | The Russian                               |       |
| 1987               |                                                |                                           |       |
| John Bardon        | Kiss Me, Kate                                  | Gangster 1                                |       |
| Emil Wolk          | Kiss Me, Kate                                  | Gangster 2                                |       |
| Bernard Alane      | Bless the Bride                                | Pierre Fontaine                           |       |
| Mark McGann        | Up on the Roof                                 | Scott                                     |       |
| Gary Olsen         | Up on the Roof                                 | Keith                                     |       |
| 1988               |                                                |                                           |       |
| Con O’Neill        | Blood Brothers                                 | Mickey                                    |       |
| Bille Brown        | The Wizard of Oz                               | Miss Gulch / The Wicked Witch of the West |       |
| Nickolas Grace     | Candide                                        | Voltaire / Dr. Pangloss                   |       |
| Mickey Rooney      | Sugar Babies                                   | Mickey                                    |       |
| 1989/90            |                                                |                                           |       |
| Jonathan Pryce     | Miss Saigon                                    | The Engineer                              |       |
| Alun Armstrong     | The Baker’s Wife                               | Aimable                                   |       |
| Matthew Devitt     | Return to the Forbidden Planet                 | Cookie                                    |       |
| Paul Hipp          | Buddy – The Buddy Holly Story                  | Buddy Holly                               |       |

### 1990–1999
| Jahr                 | Schauspieler                                   | Musical          | Rolle |
| -------------------- | ---------------------------------------------- | ---------------- | ----- |
| 1991                 |                                                |                  |       |
| Philip Quast         | Sunday in the Park with George                 | George           |       |
| Ian Bartholomew      | Into the Woods                                 | The Baker        |       |
| Bruce Hubbard        | Show Boat                                      | Joe              |       |
| Paul J. Medford      | Five Guys Named Moe                            | Little Moe       |       |
| 1992                 |                                                |                  |       |
| Alan Bennett         | Talking Heads                                  | Graham Whittaker |       |
| Philip Bird          | Good Rockin’ Tonite                            | unbekannt        |       |
| Jason Donovan        | Joseph and the Amazing Technicolor Dreamcoat   | Joseph           |       |
| Damon Evans          | Carmen Jones                                   | Joe              |       |
| 1993                 |                                                |                  |       |
| Henry Goodman        | Assassins                                      | Charles Guiteau  |       |
| Brent Carver         | Kiss of the Spider Woman                       | Molina           |       |
| Michael Hayden       | Carousel                                       | Billy Bigelow    |       |
| Kirby Ward           | Crazy for You                                  | Bobby            |       |
| 1994                 |                                                |                  |       |
| Alun Armstrong       | Sweeney Todd: The Demon Barber of Fleet Street | Sweeney Todd     |       |
| Roger Allam          | City of Angels                                 | Stone            |       |
| David Burt           | The Beggar’s Opera                             | Captain Macheath |       |
| Alan Cumming         | Cabaret                                        | Emcee            |       |
| 1995                 |                                                |                  |       |
| John Gordon Sinclair | She Loves Me                                   | Georg            |       |
| Peter Duncan         | The Card                                       | Denry Machin     |       |
| Tim Flavin           | Crazy for You                                  | Bobby            |       |
| Jonathan Pryce       | Oliver!                                        | Fagin            |       |
| 1996                 |                                                |                  |       |
| Adrian Lester        | Company                                        | Robert           |       |
| Brian Conley         | Jolson                                         | Al Jolson        |       |
| Ross Lehman          | Hot Mikado                                     | Koko             |       |
| Clarke Peters        | Unforgettable                                  | Nat King Cole    |       |
| 1997                 |                                                |                  |       |
| Robert Lindsay       | Oliver!                                        | Fagin            |       |
| Iain Glen            | Martin Guerre                                  | Martin Guerre    |       |
| Paul Keating         | Tommy                                          | Tommy            |       |
| Steven Pacey         | By Jeeves                                      | Bertie Wooster   |       |
| 1998                 |                                                |                  |       |
| Philip Quast         | The Fix                                        | Grahame Chandler |       |
| John Barrowman       | The Fix                                        | Cal Chandler     |       |
| Henry Goodman        | Chicago                                        | Billy Flynn      |       |
| Andrew C Wadsworth   | Kiss Me, Kate                                  | Fred             |       |
| 1999                 |                                                |                  |       |
| Entire Cast          | Kat and the Kings                              | Entire Cast      |       |
| Adam Garcia          | Saturday Night Fever                           | Tony Manero      |       |
| Hugh Jackman         | Oklahoma!                                      | Curly            |       |
| Clarke Peters        | Chicago                                        | Billy Flynn      |       |

### 2000–2009
| Jahr                                       | Schauspieler                                   | Musical                     | Rolle |
| ------------------------------------------ | ---------------------------------------------- | --------------------------- | ----- |
| 2000                                       |                                                |                             |       |
| Simon Russell Beale                        | Candide                                        | Voltaire / Dr. Pangloss     |       |
| Rob Edwards                                | The Lion King                                  | Scar                        |       |
| Daniel Evans                               | Candide                                        | Candide                     |       |
| Ben Keaton                                 | Animal Crackers                                | Spaulding                   |       |
| Gus MacGregor                              | Buddy                                          | Buddy Holly                 |       |
| 2001                                       |                                                |                             |       |
| Daniel Evans                               | Merrily We Roll Along                          | Charley                     |       |
| Jimmy Johnston                             | The Pirates of Penzance                        | The Pirate King             |       |
| Paul Robinson                              | Singin’ in the Rain                            | Don Lockwood                |       |
| David Shannon                              | The Beautiful Game                             | John                        |       |
| 2002                                       |                                                |                             |       |
| Philip Quast                               | South Pacific                                  | Emile de Becque             |       |
| Brent Barrett                              | Kiss Me, Kate                                  | Fred Graham                 |       |
| Paul Keating                               | Closer to Heaven                               | Straight Dave               |       |
| Jonathan Pryce                             | My Fair Lady                                   | Henry Higgins               |       |
| 2003                                       |                                                |                             |       |
| Alex Jennings                              | My Fair Lady                                   | Henry Higgins               |       |
| Tim Flavin                                 | My One and Only                                | Captain Billy Buck Chandler |       |
| Michael Jibson                             | Our House                                      | Joe Casey                   |       |
| Euan Morton                                | Taboo                                          | George                      |       |
| 2004                                       |                                                |                             |       |
| David Bedella                              | Jerry Springer                                 | Warm Up Man / Satan         |       |
| Graham Bickley                             | Ragtime                                        | Tateh                       |       |
| Michael Brandon                            | Jerry Springer                                 | Jerry Springer              |       |
| Kevyn Morrow                               | Ragtime                                        | Coalhouse                   |       |
| 2005                                       |                                                |                             |       |
| Nathan Lane                                | The Producers                                  | Max Bialystock              |       |
| Lee Evans                                  | The Producers                                  | Leo Bloom                   |       |
| Paul Hegarty                               | Sweeney Todd: The Demon Barber of Fleet Street | Sweeney Todd                |       |
| Gavin Lee                                  | Mary Poppins                                   | Bert                        |       |
| 2006                                       |                                                |                             |       |
| James Lomas, George Maguire und Liam Mower | Billy Elliot                                   | Billy Elliot                |       |
| Douglas Hodge                              | Guys and Dolls                                 | Nathan Detroit              |       |
| Ewan McGregor                              | Guys and Dolls                                 | Sky Masterson               |       |
| 2007                                       |                                                |                             |       |
| Daniel Evans                               | Sunday in the Park with George                 | George                      |       |
| Tim Curry                                  | Spamalot                                       | King Arthur                 |       |
| Clarke Peters                              | Porgy and Bess                                 | Porgy                       |       |
| Philip Quast                               | Evita                                          | Juan Perón                  |       |
| 2008                                       |                                                |                             |       |
| Michael Ball                               | Hairspray                                      | Edna Turnblad               |       |
| Bertie Carvel                              | Parade                                         | Leo                         |       |
| Henry Goodman                              | Fiddler on the Roof                            | Tevye                       |       |
| Bob Martin                                 | The Drowsy Chaperone                           | Man in Chair                |       |
| 2009                                       |                                                |                             |       |
| Douglas Hodge                              | La Cage aux Folles                             | Albin                       |       |
| Denis Lawson                               | La Cage aux Folles                             | Georges                     |       |
| Ryan Molloy                                | Jersey Boys                                    | Frankie Valli               |       |
| Matt Rawle                                 | Zorro                                          | Zorro                       |       |

### 2010–2019
| Jahr                  | Schauspieler                                   | Musical                  | Rolle |
| --------------------- | ---------------------------------------------- | ------------------------ | ----- |
| 2010                  |                                                |                          |       |
| Aneurin Barnard       | Spring Awakening                               | Melchior Gabor           |       |
| Rowan Atkinson        | Oliver!                                        | Fagin                    |       |
| Bob Golding           | Morecambe                                      | Eric Morecambe           |       |
| Alexander Hanson      | A Little Night Music                           | Frederik                 |       |
| Tony Sheldon          | Priscilla, Queen of the Desert                 | Bernadette               |       |
| 2011                  |                                                |                          |       |
| David Thaxton         | Passion                                        | Giorgio                  |       |
| Alex Gaumond          | Legally Blonde                                 | Emmett Forrest           |       |
| Ramin Karimloo        | Love Never Dies                                | The Phantom              |       |
| Sahr Ngaujah          | Fela!                                          | Fela Kuti                |       |
| Michael Xavier        | Love Story                                     | Oliver Barratt IV        |       |
| 2012                  |                                                |                          |       |
| Bertie Carvel         | Matilda                                        | Miss Trunchbull          |       |
| Nigel Lindsay         | Shrek                                          | Shrek                    |       |
| Reece Shearsmith      | Betty Blue Eyes                                | Gilbert Chilvers         |       |
| Paulo Szot            | South Pacific                                  | Emile de Becque          |       |
| 2013                  |                                                |                          |       |
| Michael Ball          | Sweeney Todd: The Demon Barber of Fleet Street | Sweeney Todd             |       |
| Alex Bourne           | Kiss Me, Kate                                  | Fred Graham              |       |
| Tom Chambers          | Top Hat                                        | Jerry                    |       |
| Will Young            | Cabaret                                        | The Master of Ceremonies |       |
| 2014                  |                                                |                          |       |
| Gavin Creel           | The Book of Mormon                             | Elder Price              |       |
| Jared Gertner         | The Book of Mormon                             | Elder Cunningham         |       |
| Douglas Hodge         | Charlie and the Chocolate Factory              | Willy Wonka              |       |
| Kyle Scatliffe        | The Scottsboro Boys                            | Haywood Patterson        |       |
| 2015                  |                                                |                          |       |
| John Dagleish         | Sunny Afternoon                                | Ray Davies               |       |
| Jon Jon Briones       | Miss Saigon                                    | The Engineer             |       |
| Brandon Victor Dixon  | The Scottsboro Boys                            | Haywood Patterson        |       |
| Killian Donnelly      | Memphis                                        | Huey Calhoun             |       |
| 2016                  |                                                |                          |       |
| Matt Henry            | Kinky Boots                                    | Lola / Simon             |       |
| Ian Bartholomew       | Mrs Henderson Presents                         | Vivian Van Damm          |       |
| Killian Donnelly      | Kinky Boots                                    | Charlie Price            |       |
| David Haig            | Guys and Dolls                                 | Nathan Detroit           |       |
| Jamie Parker          | Guys and Dolls                                 | Sky Masterson            |       |
| 2017                  |                                                |                          |       |
| Andy Karl             | Groundhog Day                                  | Phil Connors             |       |
| David Fynn            | School of Rock                                 | Dewey Finn               |       |
| Tyrone Huntley        | Jesus Christ Superstar                         | Judas Iscariot           |       |
| Charlie Stemp         | Half a Sixpence                                | Arthur Kipps             |       |
| 2018                  |                                                |                          |       |
| Giles Terera          | Hamilton                                       | Aaron Burr               |       |
| Ciarán Hinds          | Girl from the North Country                    | Nick Lane                |       |
| John McCrea           | Everybody’s Talking About Jamie                | Jamie New                |       |
| Jamael Westman        | Hamilton                                       | Alexander Hamilton       |       |
| 2019                  |                                                |                          |       |
| Kobna Holdbrook-Smith | Tina                                           | Ike Turner               |       |
| Marc Antolin          | Little Shop of Horrors                         | Seymour Krelborn         |       |
| Zubin Varla           | Fun Home                                       | Bruce Bechdel            |       |
| Ken Watanabe          | The King and I                                 | The King of Siam         |       |

### Seit 2020
| Jahr            | Schauspieler                             | Musical                                      | Rolle       |
| --------------- | ---------------------------------------- | -------------------------------------------- | ----------- |
| 2020            | Sam Tutty                                | Dear Evan Hansen                             | Evan Hansen |
| 2020            | Andy Nyman                               | Fiddler on the Roof                          | Teyve       |
| 2020            | Charlie Stemp                            | Mary Poppins                                 | Bert        |
| 2020            | Jac Yarrow                               | Joseph and the Amazing Technicolor Dreamcoat | Joseph      |
| 2021/2022       |                                          |                                              |             |
| Eddie Redmayne  | Cabaret                                  | Emcee                                        |             |
| Olly Dobson     | Back to the Future: The Musical          | Marty McFly                                  |             |
| Arinzé Kene     | Get Up, Stand Up! The Bob Marley Musical | Bob Marley                                   |             |
| Robert Lindsay  | Anything Goes                            |                                              |             |
| 2023            |                                          |                                              |             |
| Arthur Darvill  | Oklahoma                                 | Curly McLain                                 |             |
| Alon Aboutboul  | The Band’s Visit                         | Lt Col Tewfiq Zacharya                       |             |
| Julian Ovenden  | South Pacific                            | Emile de Becque                              |             |
| Andrew Rannells | Tammy Faye                               | Jim Bakker                                   |             |
| 2024            |                                          |                                              |             |
| Tom Francis     | Sunset Boulevard                         | Joe Gillis                                   |             |
| David Cumming   | Operation Mincemeat                      | Charles Cholmondeley und Andere              |             |
| Daniel Mays     | Guys and Dolls                           | Nathan Detroit                               |             |
| Charlie Stemp   | Crazy for You                            | Bobby Child                                  |             |

## Statistik

### Gewinne
- 3 Gewinne: Philip Quast
- 2 Gewinne: Michael Ball, Michael Crawford, Robert Lindsay und Daniel Evans

### Nominierungen
- 4 Nominierungen: Philip Quast
- 3 Nominierungen: Alun Armstrong, Michael Crawford, Daniel Evans, Tim Flavin, Henry Goodman, Douglas Hodge, Denis Lawson, Robert Lindsay, Clark Peters und Jonathan Pryce
- 2 Nominierungen: Michael Ball, Ian Bartholomow, Bertie Carvel, Tim Curry, Killian Donnelly, Paul Keating, Mark McGann und Charlie Stemp